# 郎溪話
郎溪話是指安徽省郎溪縣通行的各類漢語方言之總稱，包括吳語、淮語、西南官話、中原官話等。

皖南宣州地區的土著方言為吳語（包括太湖片與宣州片），其中宣州東部與常州、湖州接壤地區土著吳語屬太湖片，郎溪縣即屬此列。19世紀的太平天國兵燹使皖南地區的土著人口銳減，戰後本省江北、河南、湖北移民大量湧入，極大地改變了本地區的方言面貌。新移民帶來的客籍方言已在土著式微的條件下反客為主。

目前，郎溪縣縣城使用洪巢片淮語，縣境內除吳語外則分佈有安慶話、河南話、湖北話以及浙南閩語的方言島。其中，淮語分佈最廣，而土著方言吳語僅分佈於北部定埠、梅渚等鄉以及西北部建平、東夏、幸福等鄉，與廣德縣北部下寺鄉廟西地區的土著吳語同屬於太湖片毗陵小片。一般所稱的郎溪話通常指使用範圍最廣的淮語，而土著吳語則稱為老郎溪話。